# Medzevská pahorkatina
Medzevská pahorkatina představuje v rámci geomorfologického členění Slovenska plošně poměrně rozsáhlý podcelek geomorfologického celku Košická kotlina. Rozprostírá se jižně od Volovských vrchů mezi Košicemi, Medzevem, resp. Moldavou nad Bodvou.
Zvlněný, měkký, málo rozčleněný reliéf protkán menšími toky SJ směru se zde vytvořil na předkvartérních a kvartérních pokryvných útvarech. Zajímavou část Medzevskej pahorkatiny tvoří relativně ploché, jen několik desítek metrů nad aluvium vyzvednuté a málo rozčleněné území západně od řeky Bodva mezi Jasovem a Moldavou nad Bodvou v Košické kotlině. Jeho jižní část od Jasovské planiny geomorfologicky odděluje potok Sór. Geologicky pahorkatinu v těchto částech buduje střednětriasový wettersteinský vápenec. V nadloží ho však překrývají pestré jíly, štěrky a písky poltárskeho souvrství neogenního věku a pleistocenní deluviální sedimenty würmského stáří (srovnej J. Mello et al, 1996), a proto se na jeho povrch prakticky neinterpretuje pestrý svět endokrasu, který se ukrývá v útrobách. V masivu této části pahorkatiny dnes známe přes 50 jeskyní různých morfologických typů, které prodělaly různý speleogenetický vývoj (jeskynní soustava Jasovské jeskyně, Moldavská jeskyně, Mnichova díra, Helena, Matějova jeskyně, Jezevčí hrad). Východní stráně, sklánějící se do doliny Bodvy, kterou kontroluje významná geologická struktura SJ směru, pokrývají listnaté lesy se zastoupením dubu, habru, lípy a borovice. V jižní a severní části ve svazích vystupuje geologické podloží (vápence), centrální část svahů je překryta svahovinami. Plošina pahorkatiny západně od Bodvy se vzhledem k přítomnému geologickému podkladu zemědělsky intenzivně využívá. V okrajové části v severní a SV části tohoto území se nacházejí ponory (např. Sellyedés, Gazka), které komunikují s rozlehlými jeskynními soustavami.